# (9786) Gakutensoku
(9786) Gakutensoku  es un asteroide perteneciente al cinturón de asteroides, descubierto el 19 de enero de 1995 por Takao Kobayashi desde el Observatorio de Ōizumi, en Japón.

## Designación y nombre
Gakutensoku se designó inicialmente como 1995 BB.
Más adelante fue nombrado por Gakutensoku, el primer robot japonés, creado en 1928 por Makoto Nishimura. Gakutensoku apareció en varias exposiciones mundiales hasta que se perdió en Alemania. En el Museo de Ciencias de Osaka se exhibe una réplica de Gakutensoku.

## Características orbitales
Gakutensoku orbita a una distancia media del Sol de 2,838 ua, pudiendo acercarse hasta 2,609 ua y alejarse hasta 3,068 ua. Tiene una excentricidad de 0,081 y una inclinación orbital de 1,051° grados. Emplea en completar una órbita alrededor del Sol 1746,72 días.
Pertenece a la familia de asteroides de (158) Koronis.

## Características físicas
Su magnitud absoluta es 13,80. Tiene 5,620 km de diámetro. Su albedo se estima en 0,203.